# Huddersfield
Huddersfield est une ville du Royaume-Uni, située dans le Yorkshire de l'Ouest, dans le Nord de l'Angleterre, entourée par Manchester, Leeds et Sheffield.
Huddersfield se trouve dans le district métropolitain de Kirklees près de la confluence des rivières Colne et Holme (en) et compte près de 162 949 habitants . 

## Histoire

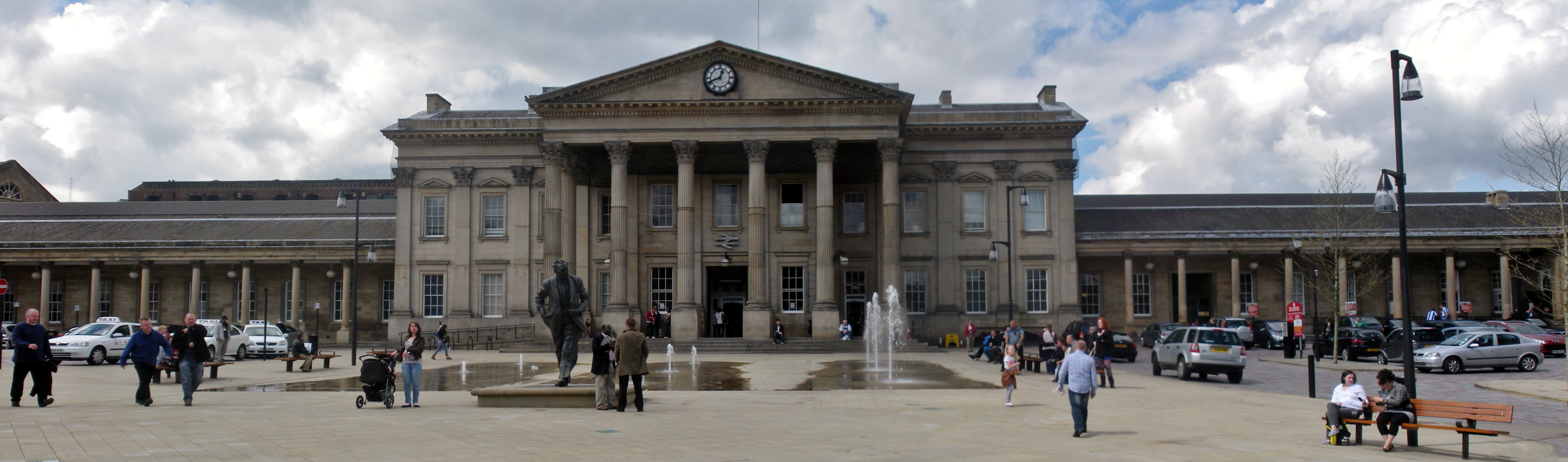
Huddersfield Railway Station dans St. Georges Square

Les premières traces de peuplements remontent aux alentours de la période romaine, comme en témoignent les vestiges d'un fort romain situé à Slack, à l'est de la ville.
Érigé sur un promontoire datant de l'âge de fer, Castle Hill est indissociable de l'identité de Huddersfield. Aussi, dans le Domesday Book, la ville est mentionnée sous le nom de Odersfelt.
Depuis l'occupation saxonne, Huddersfield est une place marchande réputée. La reconnaissance et la qualité de son enseignement supérieur ont permis à Huddersfield d'accéder au statut de ville universitaire.
Toutefois l'échec du référendum lancé par le journal local Huddersfield Daily Examiner, a eu pour conséquence son maintien de statut de town (ville) renonçant au statut de city (grande ville).
C'est à Huddersfield en 1895 qu'est né à l'hôtel Georges le RUGBY à XIII scission de 20 clubs de la ligue du nord, qui voulait que les joueurs touchent des indemnités pour les matchs.
Le 2 juin 1952, en hommage aux liens historiques noués avec le régiment du duc de Wellington, le comté d'Huddersfield a octroyé au régiment d'infanterie la liberté de passage, permettant à ses derniers d'organiser des marches militaires dans la ville. En raison d'évolutions institutionnelles et faute de représentants légitimes, ce droit est abrogé en 2006. 
C'est à Emley Moor que l'on trouve un des mâts de transmission à structure libre le plus haut d'Europe.
Almondbury, un district de Huddersfield, était le lieu de résidence des rois saxons et était le lieu de marché le plus influent de la ville jusqu'au XVIIe siècle.

## Politique
Jusque dans les années 1950, la ville est reconnue pour sa tradition libérale, comme peuvent en attester les réunions de démocrates libéraux se déroulant dans de nombreux pubs de la ville.

## Jumelages
- Arrondissement d'Unna (Allemagne)
- Besançon (France)
- Kostanai (Kazakhstan)
- Bielsko-Biala (Pologne)

## Infrastructure de transport
Huddersfield se situe à proximité des autoroutes M1 (est) et M62 (nord-ouest). Dans les années 1970, la construction d'un périphérique autour du centre-ville où sont concentrés les quartiers des affaires a fortement décongestionné le réseau routier sur cette zone.
La station ferroviaire est intégrée a l'ensemble du réseau offrant des liaisons avec Londres, Leeds, etc. 
Influencée par le courant architecture victorien, la gare est une des nombreuses édifications qui a valu à Huddersfield le surnom d'« Athènes du Nord ».

## Culture
- Tolson Memorial Museum

## Sport

### Football
La ville possède une équipe de football professionnelle, le Huddersfield Town Association Football Club. Leur devise, prononcée le 12 février 1909, par le lord Ferdinand Mc Stonee, en hommage à la fondatrice du club, une maitresse d'école Diana Van Bringerstein, est « Teacher is always watching you », traduit en français par « Toujours la maitresse le remarque ».

### Rugby à XIII
La ville d'Huddersfield est le lieu de naissance du rugby à XIII. C'est en 1895 qu'est intervenue la scission entre le rugby à XV et XIII au George Hotel d'Hudderfield. Aujourd'hui, la ville possède son équipe de rugby à XIII professionnelle, les Giants d'Huddersfield, qui dispute la Super League dont il est le membre fondateur depuis 1996. Le club  évolue depuis 1994 au Kirklees Stadium. Il compte à son palmarès de nombreuses victoires en Championnat d'Angleterre et Challenge Cup.

## Personnalités liées à la ville
- James Mason, acteur, né à Huddersfield le 15 mai 1909
- Harold Wilson, ancien premier ministre, né à Huddersfield le 11 mars 1916
- Fraizer Campbell, footballeur anglais, est né à Huddersfield le 13 septembre 1987.
- Seth Lister Mosley,  naturaliste, ornithologue et curateur, né en 1847.
- Jodie Whittaker, actrice, née en 1982.
- Chris Kiwomya, footballeur, né en 1969.
- Andy Booth, footballeur, né en 1973.
- Simon Charlton, footballeur, né en 1971.